# دکاو ۳=۶
دکاو ۳=۶ (DKW 3=6) خودرویی است که در سال‌های March ۱۹۵۳ تا ۱۹۵۹تولید شده‌است.
طراحی آن خودروهای موتور جلو-محور جلو بوده طول آن در حالت طبیعی ۴٬۱۷۰ میلیمتر (۱۶۴ اینچ) و وزن آن در حالت طبیعی ۸۷۰ کیلوگرم (۱٬۹۲۰ پوند) است.
موتور آن ۸۹۶ سی‌سی سیستم جعبه‌دندهٔ آن به صورت دستی است.